# Jöns Landberg
Jöns Landberg, född  9 februari 1710 i Nordmark, Värmland, död 1759, bergsman.
Jöns Landberg är bland annat känd för inblandning i efterdyningarna till stora daldansen. Han deltog i stämplingar mot ständerna. Upprorsmakarna bestod av en grupp bestående av Jöns, Tiberg (som varit i tjänst hos Melchior Guy Dickens 1747), bössespännare eller jägare Maisch (Mezger), låssmeden Engberg och löparen Russan. Gruppen rekryterade bönder i Dalarna, Värmland, Dalsland, Skåne och ev. andra sydliga områden.
När verksamheten började uppdagas och gruppen fick nys om det (1757), bestämde sig Jöns för att fly till Norge där han sammanstrålade med en annan landsflykting kapten Gyllenspetz, som sedermera förrådde Jöns så att han blev fängslad i Sverige. Troligtvis avlider Jöns i fängelset. Sonen Magnus Landberg fängslas i Jönköpings slott.

## Familj
Jöns Landberg var son till gruv- och konstsmeden Magnus (Måns) Landberg (1673-1750) och Barbro Lorentzdotter Hamner (1675-1761). Han gifte sig 1731 med Annika Mattsdotter (1714-1780). De fick ca 14 barn.